# Sulaplax
Sulaplax is een geslacht van kreeftachtigen uit de klasse van de Malacostraca (hogere kreeftachtigen).

## Soort
- Sulaplax ensifer (Naruse, Ng & Guinot, 2008)